# 唐士其
唐士其（1967年—），北京大学国际关系学院教授、副院長。研究方向為西方政治。

## 生平
1985年入讀北京大學國際政治系，1989年本科畢業後繼續深造。1992年得北京大學國際政治系碩士學位。1995年該系博士畢業。博士畢業後留校工作。2007年升任國際政治系教授。

## 著作
- 《西方政治思想史》，北京：北京大学出版社，2008。
- 《全球化与地域性：经济全球化进程中国家与社会的关系》，北京：北京大学出版社，2008。